# Kedungkumpul
Kedungkumpul is een bestuurslaag in het regentschap Lamongan van de provincie Oost-Java, Indonesië. Kedungkumpul telt 3938 inwoners (volkstelling 2010).